# Burkhard Albers

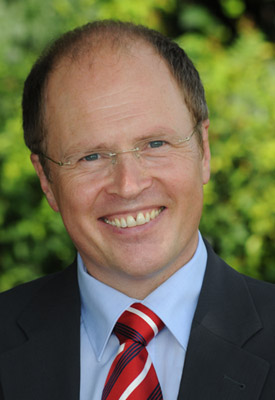
Burkhard Albers, Landrat des Rheingau-Taunus-Kreises

Burkhard Albers (* 25. Oktober 1959 in Höxter) ist ein deutscher Kommunalpolitiker. Von Juli 2005 bis Juli 2017 war er Landrat des hessischen Rheingau-Taunus-Kreises.

## Werdegang
Nach dem Abitur nahm Albers ein Studium der Rechtswissenschaft auf. Zwischen den beiden Staatsexamen verbrachte er seine Referendariatszeit unter anderem beim Hessischen Landtag. Im Anschluss an seine Ausbildung arbeitete er zwei Jahre lang in einer Anwaltskanzlei. Im Jahr 1992 trat er in den Dienst der Kreisverwaltung des Rheingau-Taunus-Kreises. Vom dortigen Rechtsamt wechselte er im Januar 1997 als Leiter des Amtes für Bauaufsicht, Hochbau, Kreisstraßen und den Naturschutz sowie als Justitiar in die Kreisverwaltung des Landkreises Mainz-Bingen und übernahm von 2000 bis zu seinem Ausscheiden im Jahr 2002 auch das Amt des Leiters des Abfallwirtschaftsbetriebes.
Albers politische Laufbahn begann 1997 mit dem Eintritt in die SPD. Er wurde zunächst Mitglied des SPD-Ortsvereines Wiesbaden-Bierstadt, und später Mitglied im Vorstand des SPD-Unterbezirkes Rheingau-Taunus. Vom 10. Dezember 2005 bis Dezember 2016 war er Landesvorsitzender der Sozialdemokratischen Gemeinschaft für Kommunalpolitik in Hessen. Vom 1. März 2002 bis 4. Juli 2005 war er hauptamtlicher Erster Kreisbeigeordneter im Rheingau-Taunus-Kreis. Am 6. März 2005 setzte er sich in einer Stichwahl um das Amt des Landrates des Rheingau-Taunus-Kreises mit 57,4 % der Stimmen gegen den Amtsinhaber Bernd Röttger (CDU) durch.
Nach seinem Amtsantritt begründete er in enger Zusammenarbeit mit der IHK Wiesbaden, der Handwerkskammer Wiesbaden/Rheingau-Taunus und der Kreishandwerkerschaft das erste kommunale Bündnis für den Mittelstand in der Bundesrepublik Deutschland, für das er die Nassauische Sparkasse gewann. Zudem errichtete er in enger Kooperation mit Vereinen, Verbänden und Unternehmen das jährliche Forum erneuerbare Energien. In diesem wurden und werden Fragen im Zusammenhang mit der Energieversorgung (Energieeinsparung, Erzeugung, Effizienz) erörtert und auf kommunaler Ebene umsetzbare Strategien entwickelt.
Mit dem Ziel, den Rheingau-Taunus-Kreis zum familienfreundlichsten Landkreis in Deutschland zu machen, setzte sich Albers frühzeitig für die Gründung eines lokalen Bündnisses für Familie ein. Dieses besteht seit 2006 und hat sich zur Aufgabe gemacht, dauerhaft zu mehr Familienfreundlichkeit vor Ort und einem positiven Image für das Thema Familie beizutragen. Es sollen konkrete Vereinbarungen zwischen Verwaltung, Vereinen und Organisationen formuliert und gemeinsam in die Praxis umgesetzt werden, um so die Lebenssituation von jungen Familien und Kindern genauso wie von Jugendlichen und Senioren zu verbessern. Seit dem 15. Mai 2009 richtet das Lokale Bündnis für Familie das Familienfest des Rheingau-Taunus-Kreis aus. Bei den jährlichen Veranstaltungen werden im Landkreis ansässige Unternehmen, die sich durch besonderes Engagement für die Vereinbarkeit von Familie und Beruf verdient gemacht haben, mit dem Titel Familienfreundlicher Betrieb ausgezeichnet.
Am 10. April 2011 setzte sich Burkhard Albers mit 60,2 % der abgegebenen gültigen Stimmen in einer Stichwahl gegen seine Herausforderin Jutta Nothacker (CDU) durch. In den Kommentaren wurde Albers insbesondere für seine konsequente inhaltliche Arbeit im Interesse der Weiterentwicklung des Rheingau-Taunus-Kreises gelobt und das klare Wahlergebnis auch hierauf zurückgeführt. Zu einer möglichen Wiederwahl im Februar 2017 trat er nicht mehr an. Zu seinem Nachfolger wurde der Parteilose Frank Kilian gewählt.